# Alvarelhão
La alvarelhão es una uva de vino tinto que crece en el norte de Portugal.

## Historia
La alvarelhão debió de haberse originado en el norte de Portugal, pero se sabe poco de sus ancestros. Los estudios de ADN muestran alguna similitud con la esgana cão.

## Distribución y vinos

### Portugal
En Portugal hay 470 hectáreas de alvarelhão y de la uva conocida como brancelho. Está mezclada en el vino tinto en la región de Dão. Se dice que es parte de las mezlas del vino de Douro, aunque no está mencionado en el sitio web del IVDP como una de las 11 principales uvas tintas de la ribera del Duero portugués.

### Estados Unidos
Ha habido algunos experimentos con las uvas portuguesas en California. Es posible que algunas vides hayan sido identificadas erróneamente, como el clon de la Universidad de California alvarelhão FPMS 02 que ahora se ha confirmado como una touriga nacional.

## Vides y viticultura
Teniendo su entorno en Dão, la vid es a la vez dura y resistente, teniendo defensas fuertes contra las temperaturas extremas y las inclemencias del tiempo.

## Sinónimos
Los sinónimos de esta vid son alvarelhao, alvarello, locaia, pilongo y varancelha.
Las fuentes alemanas, se refieren a una uva brancelho usada en el vinho verde cuyos sinónimos incluyen alvarelhão ceitão, varancelho y verancelha. No se sabe a ciencia cierte si es la misma uva que la alvarelhão.